# Administració fiduciària d'Aran pels reis de Mallorca
L'administració fiduciària d'Aran pels reis de Mallorca transcorregué entre els anys 1298 i 1313, sota el govern de Jaume II de Mallorca i els primers anys de Sanç I de Mallorca, producte de l'acord de Jaume el Just i Felip el Bell d'encomanar el govern de la vall a un rei neutral mentre es resolia la disputa sobre la seva pertinença a un o altre monarca.

## Antecedents
En el context de la Croada contra la Corona d'Aragó el senescal de Tolosa, Eustaqui de Beaumarchais, invadí Aran el novembre de 1283, amb el suport d'Augèr de Berbedà, senyor de Les, i molts altres aranesos. Derrotats els francesos el 1285 Aran no va ser retornat a Pere el Gran amb l'excusa que l'ocupació era causada per les vexacions dels aranesos al comtat de Comenge i no a la guerra per Sicília, així que la Pau d'Anagni (1295) no resolgué la qüestió.

## l'Administració fiduciària d'Aran
En tot cas el conflicte fou resolt per la via diplomàtica, i pel tractat d'Argelers (1298) s'acordà conferir el govern d'Aran a Jaume II de Mallorca, en qualitat de rei neutral.
El govern de Jaume de Mallorca no fou d'estricta administració, sinó que exercí el seu govern amb totes les prerrogatives d'un sobirà: Aran fou regit per un governador vinculat a la lloctinència del Rosselló, es restabliren les institucions tradicionals de la vall que els francesos havien suprimit, s'aprovà nova legislació i hagué de lluitar contra les bandositats que hi havia entre els diferents partits aranesos, especialment contra els partidaris de la unió amb França comandats pels senyors de Les.
Es coneix el nom dels tres governadors mallorquins d'Aran: Arnau de Sant Marçal (1298-1307), Pere Bernat d'Asnava (1307-1310) i Pere de Castell (1310-1313).
Pel que fa a les disposicions legals, la Querimònia concedida per Jaume el Just, cita i mantén l'ordenació processal en matèria de dret penal fixada per Jaume de Mallorca.
Finalment el Concili de Viena de 1312 acordà crear una comissió amb representants dels dos bàndols que resolgué en favor de Jaume el Just, i així pel conveni de Poisy, Sanç de Mallorca retornà Aran a la Corona d'Aragó el 23 d'abril de 1313. Finalitzada la seva administració Sanç de Mallorca presentà els comptes de les despeses que havia suposat l'administració d'Aran al rei catalano-aragonès.

## Conseqüències
Molt poc després, a l'agost del 1313, Jaume el Just disposà el conjunt de privilegis de la vall conegut amb el nom de la Querimonia i que estigueren vigents fins al segle xix.